# Patrick Lipton Robinson
Patrick Lipton Robinson (Jamajka, 29. siječnja 1944.) je bivši predsjednik Međunarodnog kaznenog suda za bivšu Jugoslaviju, a na toj je dužnosti bio u razdoblju od 2008. do 2011. godine, za koje vrijeme mu je pomoćnica bio australska suditeljica Gabrielle Louise McIntyre. 
Patrick Lipton Robinson je prvi put izabran u haaški Tribunal 1998. te je ponovno izabran još dva puta. Godine 2004., predsjedao je suđenju Slobodanu Miloševiću, bivšem srpskom predsjedniku, kojemu se sudilo za ratne zločine.
Patrick Lipton Roninson obrazovao se na koledžu i sveučilištu na Jamajci, na Sveučilištu u Londonu, gdje je postao diplomirani pravnik 1968. i na Kraljevskome sveučilištu u Londonu 1972.
Izabran je za člana Međunarodnog suda UN-a i počeo mu je mandat u veljači 2015.
Dobitnik je brojnih nacionalnih nagrada, kao što su Red Jamajke, nagrada Vlade Jamajke za usluge međunarodnog prava, počasni doktorat na Sveučilištu u Jamajci te Kršćansko-teološkom fakulteta u Indianapolisu. Dobitnik je nagrade počasnoga članstva Američkoga društva za međunarodno pravo 2011.
Autor je knjige o atletici na Jamajci.